# Битка код Мартинића (1796)
Битка код Мартинића је битка Црногораца, Бјелопавлића и Пипера против Турске вођена 1796. године код села Мартинићи у Црној Гори, сјеверно од Спужа, на територији Бјелопавлића.
Послије уједињења Црне Горе с Брдима, скадарски везир Махмут-паша Бушатлија је предузео 1796. војни поход. Два црногорско-брдска одреда, под командама владике Петра I и гувернадура Јована Радоњића, укупне јачине 3000 људи, посјела су положаје код Мартинића.
Турци снаге око 18.000 људи (по ђакону Алексију) су се, идући од Спужа, борили девет дана против Црногораца, напредујући ка Мартинићима. Коначно, 11. јула су извршили јуриш на положаје код Мартинића. Црногорци и Брђани су противнападом одбили јуриш и нанијели Турцима значајне губитке.
Св. владика Петар I Цетињски у свом писму которском провидуру о овој побједи над далеко бројнијом турском војском свиједочи: "То је можемо рећи чудо од самога Господа Бога учињено којему славу и хвалу приносимо".
С овом побједом Пипери и Бјелопавлићи су ушли у састав Црне Горе.

## Говор Петра I Петровића Његоша пред битку
| „ | Љубезни витези и мила браћо! Наш заклети непријатељ не шћеде на моје молбе од предстојећег крвопролића одустати и да се прође наше невољне браће Брђана, но надање имам у свевишњега Бога, да ћете ви данас свирјепог врага стидно са своје међе проћерати. Он је окупио силну војску, али му је војска јадна и чемерна, а више свега нама ће сила божја бити у помоћи. Ево смо дошли, мили моји витези и честити јунаци, дошли смо да с непријатељем нашу крв пролијемо; дошли смо да освјетламо образ пред свијетом; дошли смо да покажемо непријатељу наше вјере, нашег имена и наше предраге слободе да смо Црногорци, да смо народ, народ вољан, народ, који драговољно за своју слободу бори се до посљедње капље крви и сами најмилији живот на међи својих бесмртних прађедова оставља: али проклетог врага христјанства преко себе жива не пушта у слободне нама драге горе, које су наши прађедови, наши дједи, наши отци и ми сами праведно крвцом облили! Има ли који међу вама, дражајши синови и изабрани цвијету моје Богом спасајеме и сваком нама срећно слободне државе, који не би драговољно ово своје добро, ову своју славу, ово своје витештво миловао, љубио и на обштем свјетском видику крвљу и животом избавио?! Има ли који, дични витези, да се устеже на крвавом овом јуначком пољу, мегдан дијелити? Ја сам, мили синови и предрага браћо моја, увјерен да нема, јер ви сами страшивице не трпите, јер ви страшивице за посљедње људе држите, јер слободне горе не рађају страшивице, већ дичне витезове, који знаду цијену јунаштва, који знаду цијену народног поноса и славе, која је ваш и с вама рођени вијенац! Ви сте, драги синови, слободан народ, ви немате друге награде за вашу свету борбу до обране своје вољности; али знате да је награда слободног јунака: обрана слободе и милог отечества, јер ко се за другу награду бори, оно није племенити јунак, већ најмјени роб, ког витештво нема цијене, који јуначкога поноса и своје слободе нема. За то су се, мили синови и љубезна враћо моја, наши прађедови борили, за то се и ми боримо, за то ће се и наше потомство борити. Зато на оружје и на крваво поље, мили витези - да покажемо непријатељу што су кадре јуначке горе! Да покажемо да у нама неугашено србско срце куца, србска крвца врије, да покажемо како горскије јунака мишица јунаштвом надмашује на бојном пољу сваког душманина! Архипастирскиј благослов предајем вама и препоручујем вас и себе премилостивом Богу, да нам буде у помоћи, који све види и праведно руководи! Цетиње, јуна 1796. | ” |